# Uuno Pietilä
Uuno Pietilä (1 augustus 1905 - 10 december 1984) was een Finse schaatser.
Uuno Pietilä maakte bij de WK Allround van 1924 in Helsinki op 18-jarige zijn internationale debuut bij schaatskampioenschappen. Mede door het winnen van de afsluitende 10.000 meter belandde hij op het podium bij zijn eerste kampioenschap. Een jaar later won Pietilä bij de WK Allround in Oslo weer zilveren, ook hier wist hij de afsluitende afstand te winnen. In 1926 behaalde de Fin wederom succes. Bij de EK Allround in Chamonix eindigde Pietilä als derde in het klassement.

## Persoonlijke records
| Afstand      | Tijd    | Datum            | Baan     |
| ------------ | ------- | ---------------- | -------- |
| 500 meter    | 46,0    | 23 januari 1926  | Chamonix |
| 1000 meter   | 1.39,6  | 18 januari 1925  | Drammen  |
| 1500 meter   | 2.29,4  | 22 februari 1925 | Oslo     |
| 5000 meter   | 8.46,7  | 21 februari 1925 | Oslo     |
| 10.000 meter | 18.01,5 | 22 februari 1925 | Oslo     |

## Resultaten
| Jaar | EK Allround | WK Allround |
| ---- | ----------- | ----------- |
| 1924 | -           | Zilver      |
| 1925 | -           | Zilver      |
| 1926 | Brons       | -           |
| 1927 | 11e         | 12e         |
| 1928 | -           | -           |
| 1929 | -           | -           |
| 1930 | -           | -           |
| 1931 | -           | 8e          |

### Medaillespiegel
| Kampioenschap | Goud | Zilver | Brons |
| ------------- | ---- | ------ | ----- |
| EK Allround   | 0    | 0      | 1     |
| WK Allround   | 0    | 2      | 0     |